# Wallace Davenport

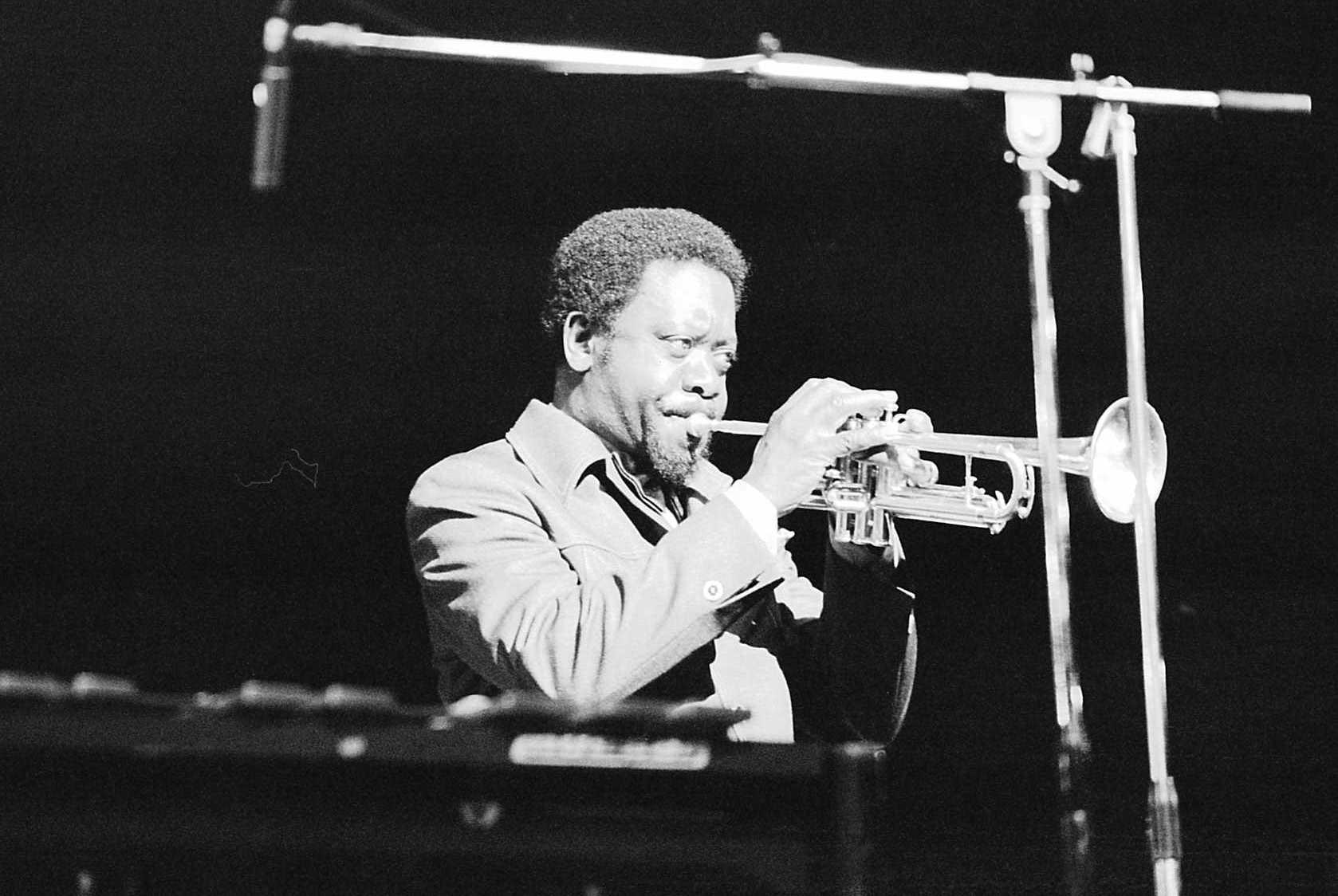
Wallace Davenport (1976)

Wallace Foster Davenport (* 30. Juni 1925 in New Orleans; † 18. März 2004 ebenda) war ein US-amerikanischer Jazztrompeter.

## Leben und Wirken
Davenport lernte ab dem siebten Lebensjahr Trompete. Er spielte zunächst im Alter von 13 Jahren mit der Young Tuxedo Brass Band. 1941 arbeitete er mit Papa Celestin; dann leistete er seinen Militärdienst in der Kriegsmarine ab und spielte vier Jahre in der Navy Band. Nach dem Zweiten Weltkrieg kehrte er in seine Heimatstadt zurück und öffnete sich nun gegenüber Swing und Bebop. 1947 nahm er mit Roy Brown auf. Ab 1953 ging er mit Lionel Hampton international auf Tournee; in Paris nahm er mit Mezz Mezzrow auf. Zwischen 1964 und 1966 gehörte er zum Orchester von Count Basie, mit dem er auch aufnahm. Er tourte weiterhin mit Ray Charles und Lloyd Price, mit denen er auch aufnahm. 1969 kehrte er nach New Orleans zurück, wo er verstärkt Hot Jazz spielte und seine Wallace Davenport Gospel Singers gründete. Auf seinem eigenen Label My Jazz veröffentlichte er Aufnahmen mit der eigenen Band. Daneben veröffentlichte er auch für andere Label, etwa Darkness on the Delta (1972). Mit George Wein war er 1974 auf Europatournee, weiterhin 1976 mit Panama Francis und Arnett Cobb; im gleichen Jahr spielte er auch wieder bei Hampton und war an den Aufnahmen von Earl Hines Album In New Orleans beteiligt. Mehrfach trat er auf dem North Sea Jazz Festival auf, 1979 mit Lionel Hampton. In den 1980er Jahren arbeitete er mit der Alliance Hall Dixieland Band und mit Gospelgruppen wie den Zion Harmonizers und Aline White. Auch begleitete er Frank Sinatra und Sammy Davis, Jr. Er spielte regelmäßig in seiner Heimatstadt auf dem New Orleans Jazz & Heritage Festival. In Europa war er in den 80ern als Gastsolist sehr aktiv und unternahm zahlreiche Tourneen mit u. a. Trevor Richards, Jazz Band Ball Orchestra und Gilbert Leroux.